# Edelény
Edelény est une ville et une commune du comitat de Borsod-Abaúj-Zemplén en Hongrie.

## Histoire

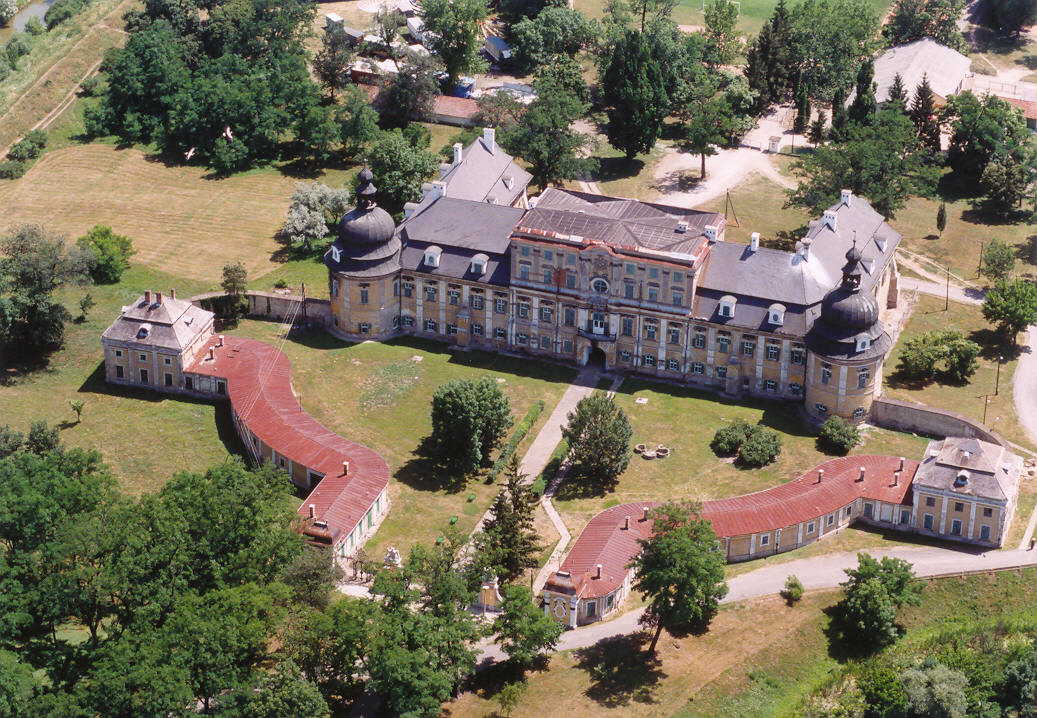
Château L'Huillier-Coburg à Edelény

## Jumelages
La ville d'Edelény est jumelée avec :
- Moldava nad Bodvou (Slovaquie)
- Bad Sobernheim (Allemagne) depuis 1997
- Worb (Suisse) depuis 1998
- Siewierz (Pologne) depuis 2005